# Полянский, Александр Александрович (Герой Советского Союза)

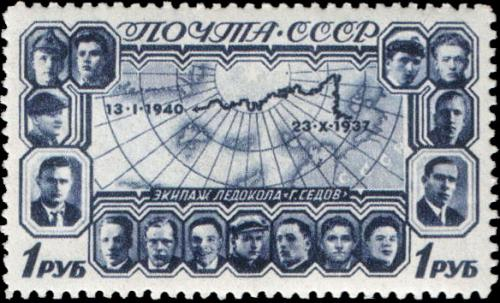
Экипаж ледокола «Георгий Седов»

Александр Александрович Полянский (21 января [3 февраля] 1902 — 5 октября 1951) — старший радист ледокольного парохода «Георгий Седов» Главсевморпути. Инженер-капитан Северного Морского пути 3-го ранга (1949), Герой Советского Союза (1940).

## Биография
Родился 21 января (3 февраля) 1902 года в деревне Полянки Вологодской губернии Вологодского уезда в семье служащего (ныне Вологодская область). Русский, Православный.
В 1908 году с родителями переехал в город Архангельск. Здесь прошли его детство и юность. Окончил 4 класса церковно-приходской школы, а в 1917 году — Островлянскую второклассную учительскую школу. Получив звание «учителя школы грамоты» поступил на работу конторщиком в Архангельский торговый порт.
В 1920 году добровольцем записался Рабоче-Крестьянский Красный Флот и был зачислен в Школу службы связи Белого моря, которую окончил в 1921 году. С 1921 по июнь 1937 — служил радистом на судах торгового морского флота, провёл несколько зимовок, участвовал бортрадистом в разведочных полетах аэропланов и корректировал движение судов.
В июне 1937 года был назначен старшим радистом ледокольного парохода «Георгий Седов». За время арктического дрейфа судна с октября 1937 года по январь 1940 года во льдах Северного Ледовитого океана радист А. А. Полянский обеспечивал бесперебойную связь с Большой землёй, 4 раза в сутки передавая метеосводки, научные и другие материалы. После этого дрейфа остался работать в Арктике.
В апреле 1941 года был назначен начальником полярной станции на острове Белый (работал там долгих три с половиной военных года, обеспечивая навигацию Полярных конвоев). Вместе с ним находились жена и двое их детей. Только осенью 1944 года прибыла смена. С 1949 года служил начальником полярной станции в Маре-Сале, затем на острове Андрея. С 20 июля 1951 года был начальником инспекторской группы полярной станции Амдерма.
Скоропостижно скончался 5 октября 1951 года, на борту судна «Кировоград», которое должно было доставить его для выполнения инспекторских обязанностей. У близких А. А. Полянского были сомнения в естественности смерти. Они не получили никаких медицинских документов о её причине. Вскрытия не проводилось. Накануне рейса он чувствовал себя хорошо, был здоров, прошёл полную медицинскую комиссию и был допущен к работе в Северных широтах. Сын А.А. Полянского – В.А. Полянский  в 1959 году  пытался получить разрешение на просмотр документов отца, но ему было отказано из-за грифа «секретно».
В то же время разгорался серьёзный скандал с провалом строительства северных аэродромов при полярных станциях инициированный МГБ СССР и лично министром В. С. Абакумовым. Одним из ответственных руководителей, проваливших сроки был В. Поддубко, начальник Управления МТС НКВД СССР, являвшийся приближённым Л. П. Берия, с которым Абакумов долгие годы враждовал. Как раз, в 1951 году Берия одержал победу в борьбе за власть и Абакумов был арестован. 
"Внезапная" смерть  могла была нужна, чтобы  Герой СССР, очень честный человек, инженер-капитан, опытнейший полярник,  не смог подтвердить доводы Абакумова о срыве сроков строительства северных аэродромов и вопиющих фактах бесхозяйственности и преступлений при их строительстве.
Похоронен на Соломбальском кладбище в Архангельске.

### Семья
- Отец - Александр Петрович Полянский (1872 - 1932), уроженец Вологды.
- Мать - Мария Северьяновна Полянская (1869 - 1935).
- Сестра -Елизавета Александровна (1897 - 1977).
- Брат - Алексей Александрович (1899 - 1931).
- Брат - Николай Александрович Полянский (19.12.1909 - 22.05.1994).
- Сестра -Нина Александровна  (1904 - 1987).
- Сестра -Олимпиада Александровна (1906 - 1924).
- Брат - Владимир Александрович (1914 - 1982)
- Жена -радистка, Мария Алексеевна Задорина (11.11.1910 - 02.11.1987).
- Дочь - Зоя Александровна (14.05.1933 - 26.04.2019).
- Сын - Виктор Александрович (07 - 02.1935 - 01.08. 2011).
- Племяник - Полянский Алексей Николаевич (10.12.1939).

## Память
- В 1959 году его именем было названо озеро в Антарктиде (оазис Бангера), открытое Советской Антарктической экспедицией в 1956 году[1];

- В честь А. А. Полянского была названа школа №18 в Вологде: Муниципальное общеобразовательное учреждение «Средняя общеобразовательная школа №18 имени Героя Советского Союза Александра Александровича Полянского»

## Награды
- Указом Президиума Верховного Совета СССР от 3 февраля 1940 года за проведение героического дрейфа, выполнение обширной программы исследований в трудных условиях Арктики и проявленное при этом мужество и настойчивость старшему радисту ледокольного парохода «Георгий Седов» Полянскому Александру Александровичу присвоено звание Героя Советского Союза с вручением ордена Ленина (№ 2627) и медали «Золотая Звезда» (№ 232). Согласно этому же указу ему была вручена денежная премия в сумме 25000 рублей.
- Награждён также медалями, в том числе «За оборону Советского Заполярья» (5.12.1944) и «За победу над Германией в Великой Отечественной войне 1941—1945 гг.» (9.05.1945), знаком «Почётный полярник» (№ 7).